# Compositors Independents de Catalunya

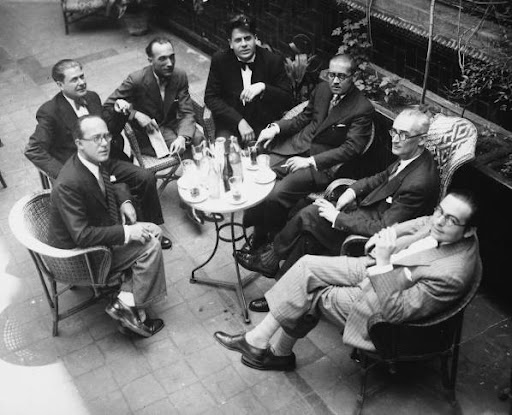
Unabhängige Komponisten Kataloniens (CIC). Von links nach rechts: Robert Gerhard, Agustí Grau, Joan Gibert i Camins, Eduard Toldrà, Manuel Blancafort, Baltasar Samper und Ricard Lamote de Grignon. Auf dem Bild fehlt Frederic Mompou. (1931)

Die Compositors Independents de Catalunya („Unabhängige Komponisten Kataloniens“), abgekürzt als CIC, auch die Grup dels vuit („Die Gruppe der Acht“) genannt, war ein Zusammenschluss von katalanischen Komponisten in den frühen 1930er Jahren. Zu dieser Gruppe gehörten Robert Gerhard, Agustí Grau, Joan Gibert, Eduard Toldrà, Manuel Blancafort, Baltasar Samper, Ricard Lamote de Grignon und Frederic Mompou. Die Gruppe bestand wegen der sehr unterschiedlichen ästhetischen Auffassungen ihrer Mitglieder und bedingt durch den Spanischen Bürgerkrieg, von einer Vorgeschichte abgesehen, nur zwischen 1931 und 1936. In dieser Zeit gaben die Mitglieder auch in Veröffentlichungen positive Statements im Sinne der Ziele der Gruppe ab. Die Gruppe konnte am 25. Juni 1931 ein monographisches Konzert mit Werken all ihrer Mitglieder in Barcelona veranstalten und feiern. Ein weiteres öffentliches Konzert der Gruppe ist nicht bekannt.

## Programm und Geschichte
In den frühen 1920er trafen sich die Komponisten Blancafort, Toldrà, Mompou, Samper und Gerhard. Die Genannten waren sich darin einig, dass eine neue generelle katalanische Musiksprache herausgebildet werden musste. Gerhard selbst etablierte 1931 den avantgardistischen Künstlerkreis Amics de l’Art nou (ADLAN). Er brachte dann auch acht Komponisten in der Gruppe „Compositors Independents de Catalunya“ für ein ähnliches Anliegen im Bereich der Musik zusammen. Diese Komponisten repräsentierten verschiedene moderne, nebeneinander bestehende Musikkulturen in Barcelona. Die Gruppe setzte sich das Ziel, diese neuen Musikkulturen als moderne katalanische Musik in die Gesellschaft zu vermitteln.
Die Gruppe veröffentlichte nie ein eigenes gemeinsames Manifest. Jean Cocteaus Schrift Le coq et l’arlequin, das von allen Beteiligten der Komponistengruppe gelesen war, diente als Ersatz-Manifest. Cocteau kontrastierte in dieser Schrift im Harlekin die „Künstlichkeit“, das „Unterschiedslose“ und die „Feigheit“ des künstlerischen Mainstreams und im Hahn die „Echtheit“, „häusliche Authentizität“ einer neuen Kunst. Die erstgenannte, wenig spezifische, glatte Position sah die Gruppe beispielsweise durch die akademische deutsche Musik, aber auch durch Claude Debussy und Igor Strawinsky vertreten. Cocteau selbst hatte natürlich nicht das künstlerische Voranschreiten auf eine authentische katalanische Musik hin, eben die authentische Position des Hahnes, beschrieben. Blancafort skizzierte dann ein solches Voranschreiten:
„Unsere Musik muss Katalanisch sein, sie muss aber die Spuren der katalanischen Volkskultur wie Bauernfeste und die Porrone vermeiden, denn in Katalonien existieren heute mehr als Schäfer und Bauern. Diese neue Musik muss mehr sein als eine Sardana oder ein katalanisches Volkslied. Sie muss von Katalonien in einer europäischen Sprache sprechen.“ Weiterhin beklagt Blancafort, dass weder Isaac Albéniz noch Enric Granados authentische katalanische Musik geschaffen hätten. Das kompositorische Werk von Frederic Mompou sei ‚nur‘ ein Klavierwerk und lasse jede Menge Raum für das Komponieren in anderen Genres offen. Ohne weitere Namen zu nennen, klagt Blancafort weiter, dass katalanische Komponisten sich bis jetzt auf flammende Texte verlassen haben, die nie wirklich das Publikum erreichten.
Das erste und einzige Konzert der Gruppe fand am 25. Juni 1931 in der Sala Mozart in Barcelona statt. Es wurden Werke aller beteiligten Komponisten aufgeführt. Einige der Komponisten traten selbst im Vortrag auf. Es umfasste weiterhin Vorträge der Sopranistin Concepció Badia, die selbst in der Neuen Katalanischen Musikbewegung aktiv war. Das Konzert wurde mit einem Klaviertrio von Gerhard eröffnet. Dieses Werk war schon früher von der Musikkritik in paradoxer Weise als kosmopolitisch und katalanisch zugleich bewertet worden. Es folgten Klavierwerke von Lamote, Blancafort, Samper, Mompou, Grau und Toldrà. Weiter wurden Vokalwerke auf Texte von katalanischen Dichtern vorgetragen. Das Konzert endete mit Gerhards 7 Haiku.
Der britische Musikwissenschaftler und Komponist Monty Atkins gibt in seiner Darstellung der Komponistengruppe die Wertung, dass mit Ausnahme von Gerhard alle anderen Beteiligten zumindest implizit eine französische (und eben keine spezifisch katalanische) Musiksprache und Musikästhetik geboten hätten. Gerhard konnte als einziger der acht Komponisten voll das Motto der Komponistengruppe: „Von katalanischen Dingen in einer europäischen Sprache sprechen“ einlösen.